# Byron Glasgow
Byron Glasgow (* 18. Februar 1979 in London) ist ein ehemaliger englischer Fußballspieler.
Der Mittelfeldspieler begann seine Karriere 1996 beim FC Reading. Im Januar 1997 gab er sein Debüt im FA Cup und im April 1997 wurde er zum ersten Mal in der First Division eingesetzt. 1998 musste er mit Reading in die Second Division absteigen. 1999 wurde er nach einem positiven Dopingtest suspendiert. Im November 1999 wechselte Glasgow zu Crawley Town und war dann nur noch im Amateurfußball aktiv.